# Спорт в Хорватии
Спорт в Хорватии является одной из важнейших составляющих физической культуры Хорватии и всего Балканского региона. Хорватские спортсмены являются одними из самых успешнейших спортсменов Восточной Европы, выступающих на Олимпийских играх.

## Футбол

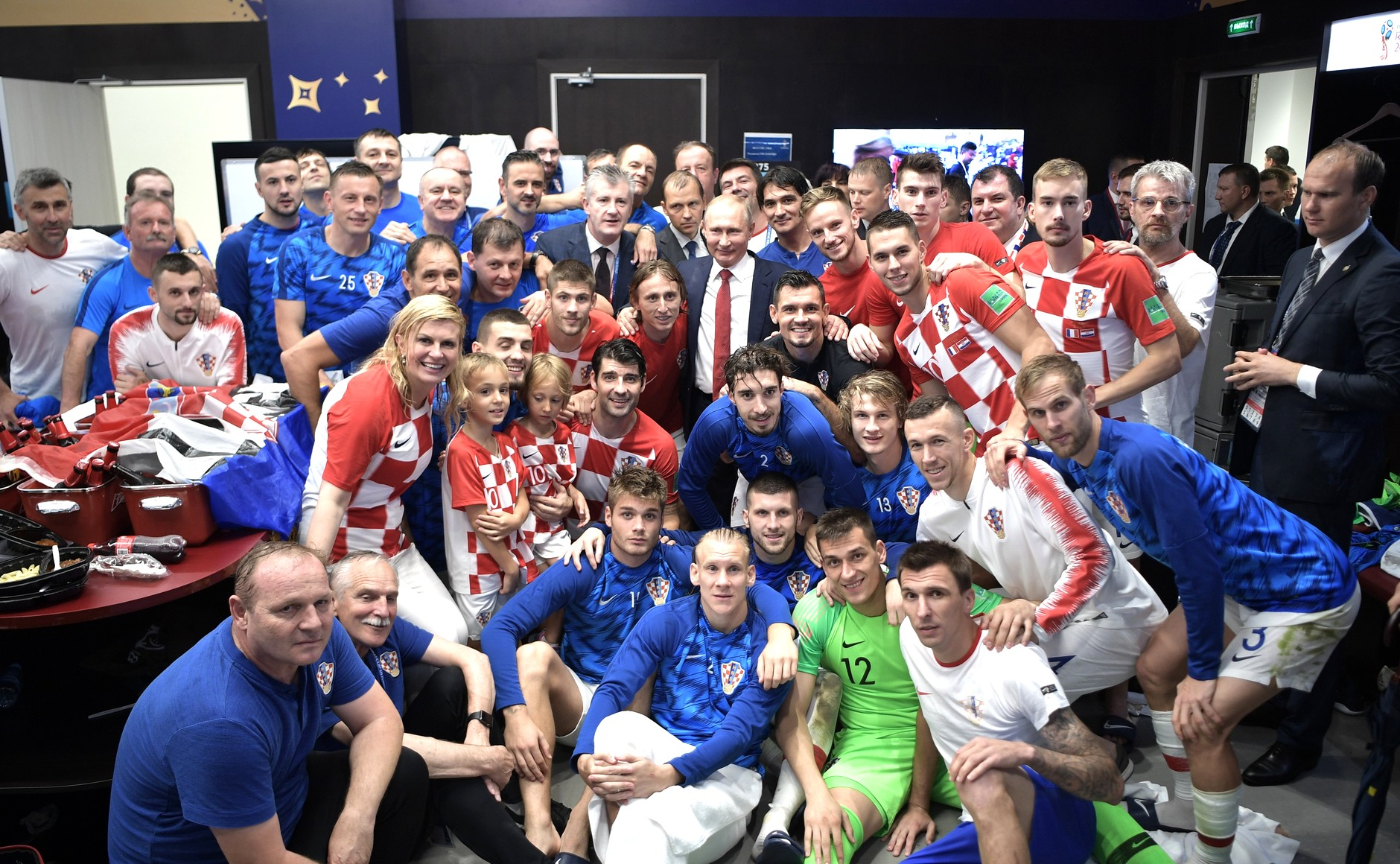
Сборная Хорватии, позирует с Владимиром Путиным и Колиндой Грабар-Китарович после финала чемпионата мира по футболу 2018 года против Франции

Одним из наиболее развитых видов спорта является футбол. Хорватская сборная является первой и единственной на данный момент сборной из бывших югославских республик, завоевавшей медали чемпионата мира. Это достижение свершилось в 1998 году на первенстве планеты во Франции. Команда Хорватии заняла второе место в группе с Аргентиной, Ямайкой и Японией, откуда начала своё триумфальное шествие. В 1/8 финала «шашечные» переиграли Румынию со счётом 1:0, несмотря на незабитый пенальти. В 1/4 финала были повержены действовавшие чемпионы Европы немцы со счётом 3:0 (авторами голов стали Роберт Ярни, Горан Влаович и Давор Шукер). В полуфинале хорваты встречались с французами и в упорной борьбе проиграли 1:2, но с таким же счётом выиграли матч за третье место у Голландии. Автором того триумфа является Мирослав Блажевич.
Российскому болельщику Хорватия памятна по квалификации на Евро-2008, когда хорватская сборная в буквальном смысле вывела Россию на первенство Европы в Австрии и Швейцарии, обыграв в ничего не значащем матче англичан в Лондоне со счётом 3:2.
Также сборная отличилась на Чемпионате мира 2018 года, дойдя в нём до финального матча.

## Баскетбол
Баскетбол, который хорошо развивался в Югославии, является очень популярным и в Хорватии. На Олимпийских играх 1992 года хорватские баскетболисты заняли второе место. В составе команды были Дражен Петрович, Тони Кукоч, Дино Раджа, Арьян Комазец, Велимир Перасович и другие.

## Гандбол
Несмотря на развитость баскетбола и футбола, наиболее популярным видом спорта считается гандбол. Хорватская сборная завоёвывала золотые медали на Олимпиадах 1996 и 2004 годов, а также выиграла чемпионат мира 2003 года. Из известных игроков, представлявших и представляющих сборную на международной арене, выделяются Петар Метличич, Ивано Балич, Мирза Джомба, Владо Шола, Блаженко Лацкович, Ренато Сулич, Игор Вори, Славко Голужа и Альваро Начинович.

## Другие виды спорта
Удачно выступают хорваты и на теннисных кортах. Горан Иванишевич одно время был второй ракеткой мира, а Иван Любичич занимал третье место в ATP рейтинге. Хорватская горнолыжница Яница Костелич является многократной чемпионкой мира и Олимпийских игр по горнолыжному спорту. В стрелковом спорте известна Снежана Пейчич.

### Водное поло
Хорватская национальная команда по водному поло выиграла золотые медали на чемпионатах мира 2007 и 2017 годов, а также бронзовые медали в 2009 и 2011 годах. Команда также завоевала золото на Олимпиаде 2012 года и серебро в 1996 и 2016 годах. Хорватские клубы по водному поло 13 раз выигрывали Лигу чемпионов LEN. Среди них HAVK Mladost из Загреба, VK Jug из Дубровника и VK Jadran из Сплита. POŠK из Сплита также является чемпионом Европы 1999 года. 

### Хоккей
Хоккей на льду с шайбой был введён в Хорватии в начале 20 века. До независимости Хорватии команды играли в Югославской хоккейной лиге, а клуб «Медвешчак» трижды становился чемпионом (1988–1990). Хоккей популярен в регионах с холодными зимами, таких как Паннония и Славония. «Медвешчак» выступал в российской КХЛ и австрийской EBEL, где дебютировал в 2009 году. В КХЛ клуб играл в сезоне 2013–14.